# Air Service Vosges
Air Service Vosges (code OACI : VGE') était une compagnie aérienne française basée sur l'aéroport d'Epinal - Mirecourt, spécialisée dans le transport à la demande (avion-taxi) et l'affrètement aérien (passagers/fret) par les sociétés de la région. 

## Histoire
À la suite de la disparition de la compagnie Air Vosges absorbée par Air Alsace, Air Service Vosges est fondée le 31 octobre 1975 par la Chambre de commerce et d'Industrie d'Epinal et quelques industriels comme Claude Thiriet, la société de BTP Livio Peduzzi, la miroiterie Favilor... 
Elle était spécialisée dans le transport à la demande (avion-taxi) et le transport de petit fret pour les entreprises ainsi qu'un atelier d'entretien avions.
Elle était basée sur l'aéroport d'Epinal Mirecourt (base avions et atelier d'entretien) mais aussi sur celui d'Epinal - Dogneville (atelier d'entretien). 
Elle avait à l'instar de la compagnie Air Vosges (compagnie également créée par la Chambre de Commerce d'Epinal), son siège social au 10 rue Claude Gelée à Epinal, siège de la chambre consulaire'.
Elle commençait ses activités avec deux avions d'Air Vosges, le Cessna 401B (F-BRSZ) et le Piper PA-23 Aztec (F-BTYQ).
En 1996, Le Piper cheyenne II heurtait une balise en Finlande occasionnant des frais importants (+ 250 000 francs) et l'immobilisation de l'appareil suivi d'une grande visite de l'avion entre novembre 1996 et mars 1997 sans avion de remplacement ce qui se faisait ressentir sur le chiffre d'affaires de 1996 (2 252 565 francs contre 4 779 037 francs en 1997) . 
Fin 1996, la CCI décidait d'acheter un second avion, un Beechcraft King Air 90 de 9 sièges (F-GDAK) qui a été mis en exploitation le 6 février 1997. Ce second appareil faisait bondir le chiffre d'affaires à 4 936 843 francs en 1998, 5 107 931 francs en 1999 avec un bénéfice d'exploitation de 184 202 francs.
En 1997, elle signait un contrat à long terme avec la société Perrier - Vittel pour le transport quotidien de personnels entre Epinal et Nîmes. Elle signait un contrat également avec LABO Sérobiologique de Seichamps.
Elle transportait 1 506 passagers et 7 500 kg de fret en 1997, 1 258 passagers transportés et 400 kg de fret en 1999, 946 passagers et 800 kg en 2001. 
En 2000, de lourds travaux étaient entrepris sur le Piper cheyenne II avec retour aux Etats-Unis (changement d'un moteur pour 1 158 000 francs). 
Fin 2004, compte tenu du départ en retraite du pilote mais aussi par rapport au fait qu’il n’entre pas dans les missions d’une chambre de commerce de s’investir dans des activités commerciales concurrentielles du secteur privé d’autant que plusieurs sociétés d’avions taxis sont implantées dans le grand Est, l’assemblée générale du 22 mars 2004 a décidé la cession de la filiale Air Service Vosges mais en demandant le maintien d’une activité aéronautique totale ou partielle de cette société au départ de l'aéroport d'Epinal - Mirecourt et le cas échéant, le maintien de l’atelier d'Air Service Vosges. L’assemblée générale du 6 décembre 2004 a autorisé son président à finaliser les négociations avec la compagnie Twin Jet qui proposait la somme de 150 000 euros pour racheter les actifs (Avion et stock). La CCI des Vosges rejetait la proposition et revendait le Beechcraft King Air immatriculé F-GDAK directement le 11 mai 2005.
Compte tenu des pertes accumulées depuis 2002 malgré l'augmentation significatif du chiffre d'affaires ainsi que les contraintes règlementaires envers les compagnies aériennes de plus en plus lourdes et onéreuses, la chambre consulaire et les actionnaires décidaient lors d'une assemblée extraordinaire du 9 mai 2005, la dissolution anticipée d'Air Service Vosges suivie d'une liquidation amiable. La chambre consulaire prévoyait la vente de ses actions à Twinjet sans être confiant sur la pérennisation de l'activité charter sur le site d'Epinal.
Le Beechcraft 90 King Air F-GADK a été vendu 500 000 USD HT le 11 mai 2005.
Les actionnaires privés à savoir Messieurs Harrand, Guy De la Motte-Bouloumié (ancien maire de Vittel et ancien patron des eaux Vittel)', Boilot, Daval, Duval, Jean-Louis Perrin, François Renolleau (directeur de la CCI), André Roth (homme politique et entrepreneur à Vittel) et Claude Thiriet (PDG de la Maison Thiriet, société agroalimentaire de surgelés) cédaient leurs parts gratuitement à la chambre consulaire.
Air Service Vosges cessait son activité le 30 juin 2006.

## Flotte
- Cessna 401B immatriculé F-BRSZ[7],
- Piper PA-23 Aztec 250E immatriculé F-BTYQ[12],
- Piper PA-31T Cheyenne II immatriculé F-GFVO[13],
- Beechcraft King Air 90 immatriculé F-GDAK[14]'[15].